# سرطانة مصلية عالية الدرجة
السرطان المصلية عالية الدرجة، نوع من الأورام الخبيثة تنشأ على حساب الطبقة الظهارية المصلية ضمن الجوف البطني الحوضي وتوجد بشكل أساسي في المبيض. تشكل السرطانة المصلية عالية الدرجة أغلب حالات سرطان المبيض، وتتميز بأدنى معدلات النجاة. قد تنشأ أيضًا سرطانة مصلية منخفضة الدرجة على حساب المبيض وتتميز بأن السرطان في هذه الحالة يكون في مراحله الأولى ولم ينتشر خارج المبيض، مع معدلات نجاة أعلى.
كان يُعتقد في الماضي أن السرطانة المصلية تنشأ من طبقة الخلايا الظهارية التي تغطي المبيض، أما الآن يميل العلماء للاعتقاد أن السرطانة المصلية عالية الدرجة تنشأ على حساب الخلايا الظهارية لنفير فالوب، وعلى الرغم من أن السرطانة المصلية عالية الدرجة أثر حساسية للعلاج الكيميائي الذي يعتمد على البلاتين (بسبب معدل نموها السريع)، لكن معدلات الانتشار والوفيات أعلى. قد تتطور السرطانة المصلية منخفضة الدرجة إلى سرطانة مرتفعة الدرجة، ولكن النوعان مستقلان عن بعضهما بشكل عام.

## عوامل الخطورة

### عوامل الخطورة البيئية
اقتُرحت نظرية «التبويض المستمر» لتفسير الارتباط القوي بين عدد دورات التبويض للمرأة وزيادة خطر الإصابة بسرطان المبيض، وتتجلى استخدامات هذه النظرية من خلال التأثيرات الوقائية للحمل والرضاعة الطبيعية للوقاية من سرطان المبيض، وأظهرت الدراسات الوبائية انخفاض المخاطر عند استخدام حبوب منع الحمل.
يُعتقد أن الإباضة هي سبب الأكياس القشرية المبيضية، والآفات الأولية للسرطانة المصلية، كما تبين أن متلازمة المبيض متعدد الكيسات تساهم في مضاعفة خطر الإصابة بسرطان المبيض. يمكن أن يزيد الانتباذ البطاني الرحمي (إندوميتريوز) من خطر الإصابة بأنواع فرعية أخرى من سرطانات المبيض، ولكن ليس بالسرطانة المصلية عالية الدرجة.

### عوامل الخطورة الجينية
أظهرت الأبحاث أن أكثر من 20% من أورام المبيض الخبيثة لها أصل وراثي. ترتبط أغلب السرطانات المصلية عالية الدرجة بجينات BRCA الكابحة للورم، يمكن للطفرات التي تحدث في المورثات BRCA1 أو BRCA2 أن تزيد خطر الإصابة بسرطان المبيض بنسبة 40-50% و10-20% على التوالي، ويبدو أن طفرات BRCA2 ترتبط بنتائج سريرية أفضل.

## الفيزيولوجيا المرضية

### الأصل الخلوي
يمكن تمييز السرطانة المصلية مرتفعة الدرجة عن السرطانة المصلية منخفضة الدرجة من خلال المصطلحات الطبية المعتمدة: ورم مبيض من النوع الأول أو من النوع الثاني، يشير النوع الأول إلى مجموعة من الأورام التي تشمل السرطانة المصلية منخفضة الدرجة وتنشأ من خلايا المبيض نفسها، في حين تنتمي السرطانة المصلية عالية الدرجة إلى النوع الثاني من أورام المبيض التي تنشأ من الخلايا الظهارية للمبيض ونفير فالوب، وعلى كل حال فلهذا التصنيف ارتباط أكبر بالأبحاث وليس بالممارسة السريرية.
الغشاء المصلي نوع خاص من الخلايا الظهارة الإفرازية التي تغطي الأعضاء الموجودة في تجاويف الجسم وتفرز السائل المصلي لتقليل الاحتكاك الناتج عن حركة العضلات. يسمى الغشاء المصلي الذي يبطن التجويف البطني الصفاق (البريتوان)، والغشاء المصلي الذي يغلف بطانة القلب والمنصف التامور، أما غشاء الجنب فهو بطانة التجويف الصدري والرئتين. يمكن أن تحدث السرطانة المصلية في أي مكان من هذه الأغشية، ولكن السرطانة المصلية عالية الدرجة تقتصر عمومًا على منطقة البريتوان في البطن.
كان يُعتقد في السابق أن السرطانة المصلية عالية الدرجة تنشأ من الكيسات القشرية في ظهارة سطح المبيض، لكن الدراسات أثبتت اليوم أن أصل خلايا السرطانة المصلية عالية الدرجة أكثر تعقيدًا، مع وجود أدلة على مواقع منشأ أخرى، بعضها داخل خلوي، وبعضها في أعضاء أخرى غير المبيض.
لا يمكن تطوير النماذج الحيوانية ذات الصلة بالسرطانة المصلية عالية الدرجة إلا عندما يفهم أصل الخلية بشكل صحيح، ومع ذلك نظرًا لأن للسرطانة المصلية عالية الدرجة نفس السلوك السريري بغض النظر عن أصل الخلية الأساسي، فإن تحديد أصل الخلية أقل أهمية للعلاج السريري، وتقتصر أهميته على الأبحاث فقط. قد ترتبط عملية نشوء السرطانة المصلية عالية الدرجة بالطفرة BRCA والطفرة p53.

## التشخيص
تشمل أعراض السرطانة المصلية عالية الدرجة في المبيض انتفاخ البطن والنزف النسائي بعد انقطاع الطمث وفقدان الشهية، بالإضافة لأعراض هضمية ونسائية أخرى. غالبًا ما يستخدم التصوير بالموجات فوق الصوتية عبر المهبل، وتحليل مستوى الواسمات الورمية CA125 لدراسة كتل الحوض المشتبه بها.
يعد الاستقصاء الجراحي الإجراء الأكثر أهمية ودقة لفحص تجويف البطن والحوض والعقد اللمفاوية بحثًا عن الأنسجة الخبيثة، ويجرى هذا الاستقصاء عادةً عن طريق تنظير البطن، ويمكن خلاله أخذ خزعات من الأنسجة المشبوهة لمزيد من الدراسة، وبعد دراسة العينات المأخوذة مجهريًا يمكن وضع التشخيص المؤكد.
تتميز السرطانة المصلية نسيجيًا باندماج الغدد الظهارية مع الحليمات المعقدة مع أشكال تشبه الأعشاش غير المنتظمة، ويمكن التمييز بين السرطانة المصلية عالية الدرجة والسرطانة المصلية منخفضة الدرجة نسيجيًا من خلال المعايير التالية:
1. التنخر شائع في السرطانة المصلية عالية الدرجة، وغائب في السرطانة المصلية منخفضة الدرجة، وكذلك الخلايا السرطانية العملاقة متعددة أو أحادية النواة.
2. الأجسام الرملية أكثر شيوعًا في السرطانة المصلية منخفضة الدرجة.
3. وجود الطفرات في المورثة Tp53 شائع أكثر في السرطانة المصلية عالية الدرجة.
4. يقتصر النمو النسيجي للسرطانة المصلية منخفضة الدرجة على الشكل الحبيبي، في حين أن النمو النسيجي للسرطانة المصلية عالية الدرجة يكون مختلطًا غالبًا.
5. إن تمييز السرطانة المصلية عالية الدرجة عن سرطانة باطن الرحم ليس ممكنًا دائمًا من الناحية النسيجية.

### الكشف المبكر
تبقى أورام المبيض صامتة سريريًا دون أي أعراض حتى مرحلة متقدمة، ما يظهر أهمية فحوص الكشف المبكر لاكتشاف الورم قبل وصوله لمراحل متأخرة. أظهرت دراسة أمريكية أجريت في عام 2011 أن استخدام الموجات الصوتية عبر المهبل وتحليل CA125 لا يقلل من وفيات سرطان المبيض، في حين أظهرت دراسة حديثة في المملكة المتحدة أنه يمكن منع 20% من وفيات سرطان المبيض من خلال الاعتماد على هذه الإجراءات.

## الوقاية
كانت طريقة الوقاية المتبعة بالنسبة للفرد الذي يُعتبر معرضًا لخطر الإصابة بالسرطانة المصلية عالية الدرجة استئصال المبيض ونفير فالوب أحادي أو ثنائي الجانب. لكن مع التأثيرات الجانبية الهرمونية الناتجة عن إزالة المبيض، تطور هذا الإجراء ليصبح استئصال نفير فالوب فقط مع المحافظة على المبيضين حتى سن البلوغ، لكن العديد من العلماء انتقدوا هذه الطريقة لأن نقص التروية الدموية إلى المبيض قد يؤدي إلى انقطاع الطمث المبكر.
تجرى عمليات استئصال البوق والمبيض الوقائي بشكل متكرر عند النساء الحاملات لطفرات في المورثات BRCA1 أو BRCA2، على الرغم من أن الفوائد التي يحققها هذا الإجراء قد تختلف اعتمادًا على نوع الطفرة الموجودة.
يعتبر ربط البوق علاجًا وقائيًا أقل غزوًا، ويبدو أنه يقلل بشكل كبير من خطر الإصابة بالسرطانة المصلية عالية الدرجة.